# Adrien Constans
Pour les articles homonymes, voir Constans.
Adrien Constans est un homme politique français né le 26 mars 1873 à Montauban (Tarn-et-Garonne) et décédé le 11 février 1932 à Saint-Antonin-Noble-Val (Tarn-et-Garonne).

## Biographie
Médecin à Saint-Antonin-Noble-Val en 1898, il est conseiller général du canton de Saint-Antonin-Noble-Val et député de Tarn-et-Garonne de 1912 à 1924 et de 1928 à 1932, siégeant au groupe de l'Action libérale, puis à l'Entente républicaine démocratique. 

## Sources
- Ressources relatives à la vie publique :   - base Léonore
  - Base Sycomore
- Notices d'autorité :   - VIAF
  - ISNI
  - BnF (données)
- « Adrien Constans », dans le Dictionnaire des parlementaires français (1889-1940), sous la direction de Jean Jolly, PUF, 1960 [détail de l’édition]